# Filmnyheterna
Filmnyheterna var en internetbaserad branschtidning för alla som arbetar i den svenska filmbranschen. Filmnyheterna startades i oktober 2007, lades ner i juni 2011 och drevs av Svenska Filminstitutet.